# Ostseestudio Rostock
Das Ostseestudio Rostock war das erste und mit etwa 150 Mitarbeitern das größte Außenstudio des Deutschen Fernsehfunks/Fernsehens der DDR.

## Vorgeschichte
Das Fernsehen in der DDR nahm als Teil des Rundfunks nach einer Phase von Testsendungen unter der Bezeichnung Fernsehzentrum Berlin am 21. Dezember 1952 seinen regulären Sendebetrieb mit einem Versuchsprogramm auf, firmierte ab dem 3. Januar 1956 als Deutscher Fernsehfunk (DFF) und strahlte zunächst nur ein Programm, ab dem 3. Oktober 1969 zwei Programme von Berlin-Adlershof aus. 1968 wurde das Fernsehen aus dem Staatlichen Rundfunkkomitee herausgelöst und arbeitete fortan offiziell als Staatliches Komitee für Fernsehen beim Ministerrat der Deutschen Demokratischen Republik, behielt aber die Kurzbezeichnung Deutscher Fernsehfunk bei. Von Januar 1972 bis Februar 1990 nannte sich die Anstalt Fernsehen der DDR.
Ab 1955 gab es beim damaligen Fernsehzentrum Berlin Ideen einer Dezentralisierung und Regionalisierung in der Programmherstellung, um die „politische, künstlerische und technische Kapazität der Republik“ für das Fernsehen nutzen zu können. Die realen wirtschaftlichen und technischen Gegebenheiten setzten diesen Plänen aber Grenzen, so dass die meisten Betriebsstätten außerhalb Berlins im Entwicklungsstadium stecken blieben.
1958 erwarb die Deutsche Post in Rostock den Sportpalast in der Tiergartenallee von Familie Hagemeister. Dort richtete das Staatliche Rundfunkkomitee im großen Festsaal einen Stützpunkt für die Radio- und Fernsehberichterstattung zur Ostseewoche ein. Das Radiostudio Rostock war inzwischen zum Funkhaus avanciert und von einer kleinen Villa in der Graf-Schack-Straße in ein größeres Gebäude in der Richard-Wagner-Straße umgezogen. Daher hatte der Sender Rostock ab 1959 keinen Nutzungsbedarf mehr für den Stützpunkt in der Tiergartenallee. Der Deutsche Fernsehfunk richtete dort eine Produktionsstätte für Fernsehspiele mit einer Dekorationswerkstatt und -malerei sowie einer Kostümschneiderei ein. Als Studio diente der Festsaal des ehemaligen Sportpalastes – zunächst noch ohne eigene Regie, weshalb man sich anfangs mit einem auf dem Hof stehenden Übertragungswagen aushalf. 1959 sendete der DFF aus diesem Studio live das erste Fernsehspiel, Die Marseillaise. Fernsehspiele mussten zu dieser Zeit noch live gefahren werden, da es an geeigneten Aufzeichnungsmöglichkeiten fehlte. Die Fernsehdramatik aus Berlin-Adlershof produzierte bis zum Sommer 1964 Fernsehspiele in Rostock, also auch noch als das Ostseestudio bereits seine Arbeit aufgenommen und das Studio sogar eine eigene Fernsehdramatik hatte.

## Ostseestudio Rostock
Im Juni 1962 nahm das neu gegründete Ostseestudio Rostock seine Arbeit auf und sendete ab Oktober desselben Jahres. Es war das erste Außenstudio des Deutschen Fernsehfunks mit eigenen Redaktionen und eigener Studio- und Übertragungstechnik.
Wie alle anderen Betriebsstätten außerhalb Berlins war auch das Ostseestudio bis 1990 kein Regionalstudio. Das Studio sendete seine Produktionen selbst oder überspielte sie zur Sendezentrale nach Berlin-Adlershof. Die Ausstrahlung erfolgte in beiden Fällen in einem der beiden zentralen Programme des DDR-Fernsehens.

### Die technischen Anfänge in den 1960er Jahren
Der Rostocker Produktionsstandort hatte zwei verhältnismäßig modern ausgestattete Studios – das Studio I für Fernsehspiele und Unterhaltungssendungen sowie das Studio II für Magazinsendungen. Dekorationswerkstatt, Tischlerei, Malerei und Kostümschneiderei waren zuvor bereits in das im Januar 1962 übernommene ehemalige Waldrestaurant in der Satower Straße 163 umgezogen. 1965 wurde das Studio I abgerissen und neu aufgebaut, da es nicht mehr den Erfordernissen effizienter Fernsehproduktionen entsprach. Das Studio II erhielt eine eigene Regie. Produktionsvorhaben mussten sich nun den Gegebenheiten des kleineren und niedrigeren Studios II anpassen, viele Produktionen wurden deshalb außerhalb des Ostseestudios realisiert – z. B. Aufzeichnungen in Theatern, Fernsehspielproduktionen im Großen Sendesaal des Funkhauses Schwerin, Unterhaltungssendungen in Gaststätten, Klubhäusern usw. Durch den Ankauf eines Filmentwicklers für 16-mm-Filme verbesserten sich 1965 die Arbeitsbedingungen deutlich. Seit Anfang 1967 besaß das Studio einen eigenen Übertragungswagen, so dass für Außenproduktionen kein Ü-Wagen mehr extra aus Berlin-Adlershof angefordert werden musste.
Nach Abschluss der Bauarbeiten stand den Mitarbeitern ab 1967 ein modernes Studio zur Verfügung – u. a. mit einer programmgesteuerten Beleuchtungsanlage – und bot ihnen deutlich verbesserte Arbeitsbedingungen. Die Produktion von Fernsehspielen und Unterhaltungssendungen konnte jetzt wieder vorrangig im Studio I realisiert werden.
Bis Mitte der 1960er Jahre wurden Fernsehspiele und Theateraufführungen aufgrund von fehlenden Aufzeichnungsmöglichkeiten live gesendet. Zum Teil wurden Sendungen auch live aufgenommen und direkt zur Sendezentrale nach Berlin-Adlershof überspielt, wo die MAZ-Aufzeichnung und der Schnitt erfolgte. Dem Ostseestudio stand zunächst noch keine Magnetband-Aufzeichnungsanlage (MAZ) zur Verfügung, zeitweise musste auf die oft schlechtere Qualität der Filmaufzeichnung zurückgegriffen werden.
Mit der Einführung des Farbfernsehens im neuen 2. Programm des DDR-Fernsehens produzierte und sendete das Studio Ende 1969 erste Beiträge in Farbe. Als 1973 das 1. Programm ebenfalls in Farbe zu senden begann, wurden Studiosendungen auch in Rostock mehr und mehr in Farbe produziert und ausgestrahlt.

### Produktionsprofil in den 1960er Jahren
Am 3. Oktober 1962 ging das Ostseestudio Rostock mit dem Filmfeuilleton Am Meer entlang und der Fernseherzählung Helling, Kabelkran und Kai auf Sendung. Die 1960er waren zunächst Jahre des Experimentierens, bis sich ein fester Stamm von Sendungen beim Publikum durchsetzen konnte. Die Fernsehdramatik hatte von Anfang an einen festen Platz in der Produktionspalette. Bereits am 22. November 1962 sendete das Ostseestudio in Koproduktion mit dem Volkstheater Rostock live das erste Fernsehspiel Konzert der Marionette. 
1965 produzierte das Ostseestudio die erste Sendung der Reihe Weidmannsheil – eine Langzeitreihe, die sich bis zu ihrer Einstellung 1990 großer Beliebtheit erfreute.
1966 ging die erste Sendung Klock acht, achtern Strom (unter dem Arbeitstitel Hafenbar) auf Sendung. Sie sollte zu einer der beliebtesten Sonnabendabend-Unterhaltungssendungen werden. Aber auch die Hafenkonzerte, später Musik und Snacks vorm Hafen, hatten eine beachtliche Zuschauerresonanz.
1967 übernahm das Ostseestudio vom Sendezentrum in Berlin-Adlershof die Ratgeberreihe Der Fernsehkoch empfiehlt und 1971 das Gesundheitsmagazin Der Nächste bitte!, welches das Ostseestudio als Visite weiterführte.

## Die 1970er und 1980er Jahre
In den 1970er Jahren hatte sich das Ostseestudio zu einem Markenzeichen des Fernsehens entwickelt. Inzwischen war ein festes Produktionsprofil herausgebildet, das teilweise eine beachtliche Zuschauerresonanz fand.

### Technische Ausstattung in den 1970er und 1980er Jahren
Das Ostseestudio Rostock produzierte nach einer Phase der Zweigleisigkeit ab Ende der 1970er ausschließlich in Farbe. Die technische Ausstattung bestand zum Teil aus westlichen Importen, in der Regel jedoch aus sozialistischen Ländern, deren Produkte oft sehr störanfällig waren und von den Fernsehtechnikern ständig gewartet und modifiziert werden mussten. Dafür hatte das Studio ein sehr gut ausgebildetes Personal, das oft Pionierarbeit leistete und durch Knobeln und Tüfteln vieles selbst verbesserte.
Zum Studiokomplex gehörten zwei moderne Studios jeweils mit eigener Regie – das Studio I für Unterhaltungssendungen und Fernsehspiele sowie das Studio II für Magazinsendungen und Tonaufnahmen –, eigene Studio- und Übertragungstechnik der Deutschen Post einschließlich Messdienst und eines Übertragungswagens ÜF 12, drei Schneideräume, ein Filmlabor, Räume für Film- und Diageber sowie Magnetbandmaschinen, das Kameralager, das Zugpult für die Kamerabedienung, die Maske, die Steuerungsanlage für die Beleuchtung und eine Beleuchtungswerkstatt sowie Redaktionen und Verwaltung in Nebenbauten. Das Büro der Aktuelle Kamera hatte seinen Sitz in der Stephanstraße, Requisite, Kostümschneiderei und -fundus, Dekorationstischlerei und -malerei waren in der Außenstelle Satower Straße untergebracht.

### Produktionspalette der 1970er und 1980er Jahre
Das Produktionsprofil umfasste inzwischen vier Bereiche: Fernsehdramatik, Publizistik, Ratgeber und Unterhaltung sowie Zulieferungen zur Nachrichtensendung Aktuelle Kamera und die technische Realisierung von Sportübertragungen. Das jährliche Sendevolumen des Ostseestudios betrug etwa 105 Sendungen mit einer Sendezeit von ungefähr 80 Stunden und circa 135 Beiträge für die Aktuelle Kamera. Das Korrespondentenbüro der Aktuellen Kamera gehörte nur organisatorisch, nicht aber redaktionell zum Ostseestudio Rostock.
Die Fernsehdramatik realisierte jährlich etwa drei Eigenproduktion als Fernsehspiel oder Studioinszenierung. Ebenso entstanden vier Fremdproduktionen (drei Studiogastspiele und eine Theaterübernahme) von Inszenierungen der Theater im Norden der DDR, die so die Möglichkeit hatten, sich einem breiteren Publikum vorzustellen. Bei Studiogastspielen konnten die oft besseren technischen und gestalterischen Möglichkeiten des Fernsehens genutzt werden. Zum Einsatz kamen dabei u. a. Großaufnahmen, spezielle Kamerafahrten und die Nutzung der Green- bzw. Blue-Box-Technik.
Beim Abstecken der Jahrespläne stimmten sich die Fernsehdramatik des Ostseestudios Rostock und die Intendanz des Volkstheaters Rostock ab. Gemäß einer Vereinbarung mit dem Volkstheater Rostock war dessen Intendant auch der Chefdramaturg des Ostseestudios. Die Studioinszenierungen wurden allerdings nie publikumsoffen produziert, was sich insbesondere bei Komödien wegen der fehlenden Zuschauerreaktionen ungünstig auswirkte.
In den 1980er Jahren versuchte die Fernsehdramatik des Studios mehr oder weniger erfolgreich neue Wege zu gehen – aufwendige Rockopern, Theaterinszenierungen im Freien – z. B. im Kloster „Zum Heiligen Kreuz“ – usw.
Vielversprechender war dagegen die neue Fernsehspielreihe Vor dem Seeamt mit historisch belegten Seeamt-Gerichtsverhandlungen, die die Fernsehdramatik 1989 zum ersten Mal produzierte. Durch die Umorientierung des Studios auf regionale Berichterstattung im Jahre 1990 konnten allerdings nur zwei Folgen realisiert werden.
Die Redaktion Publizistik produzierte in erster Linie Reportagen und Filmfeuilletons aus und über die drei Nordbezirke der DDR. Dazu gehörten Unterwasserreportagen aus den Tiefen der Ostsee genauso wie Pausenfüller, das maritime Magazin Aus dem Logbuch der Seefahrt und das Natur- und Jagdmagazin Weidmannsheil. Hatte sich Weidmannsheil anfangs nur mit weidmännischen Themen befasst, entwickelte es sich im Laufe der Zeit zu einem Naturmagazin und spezialisierte sich unter anderem auf Langzeitbeobachtungen von Tieren.
Die Publizistik realisierte auch Reportagen mit Dreharbeiten auf der Krim und im Fernen Osten der Sowjetunion, an der kanadischen und US-amerikanischen Atlantikküste, in Kuba, Jugoslawien, Volksrepublik Bulgarien sowie in den Dardanellen und am Bosporus in der Türkei.
Während Versuche misslangen, eine unterhaltsame maritime Quizsendung auf die Beine zu stellen, entwickelte sich der Klönsnack aus Rostock zu einer niveauvollen Talkshow mit beachtlichen Einschaltquoten. Talkshows mussten im DDR-Fernsehen erst ihr eigenes Profil finden, was dem Klönsnack gut gelang, obwohl man sich nur bedingt an westliche Vorbilder anlehnte. Der Klönsnack war zunächst eine halbstündige Studioplauderei über maritime Themen, die später auch publikumsoffen produziert wurde. Nach positiven Zuschauerreaktionen zog die Sendung vom Studio I in das Café Atlantik Am alten Strom in Warnemünde und präsentierte sich dem Fernsehzuschauer als eine allen Themen offene Talkshow. Anfangs kam die Sendung noch live aus dem Atlantik, später durften aufgrund eines politischen Fauxpas nur noch Aufzeichnungen gesendet werden. Auch nach der Neuorientierung des Studios auf regionale Berichterstattung ab 1990 blieb die Talkshow im Programm. Der Norddeutsche Rundfunk – seit 1992 Landesrundfunkanstalt in Mecklenburg-Vorpommern – hat diese Sendung allerdings nicht übernommen.
1989 begann die Publizistik 13-minütige Filmfeuilletons für die Rubrik Ansichtskarte zu produzieren. Das Fernsehstudio Dresden produzierte diese Sendereihe bereits seit 1980 und das Fernsehstudio Halle seit 1981. Nun zog das Ostseestudio nach.
Der Fernsehkoch empfiehlt war eine vierwöchentlich von 1958 bis 1983 gesendete Ratgeberreihe mit Kurt Drummer. Der beliebte Fernsehkoch war eigentlich Ausbildungsleiter im Interhotel Kongress in Karl-Marx-Stadt und ein internationaler Preisträger seines Faches („Goldene Ehrennadel“ des Verbandes englischer Köche, verschiedene Auszeichnungen beim Gastronomic Festival in Torquay/Großbritannien). Er gilt als eine Fernsehlegende der DDR.
Im Zuge einer Programmreform stellte das Fernsehen die Sendung 1983 auf Wunsch von Drummer ein und ersetzte sie durch das neu entwickelte Haushaltsmagazin HAPS (Abkürzung von: Haushalts-Allerlei praktisch serviert). Wie zuvor Der Fernsehkoch empfiehlt strahlte das Fernsehen diese Sendung alle vier Wochen aus.
Das Gesundheitsmagazin Visite war nach Du und dein Garten die zweiterfolgreichste Ratgebersendung im DDR-Fernsehen. Sie entstand in enger Zusammenarbeit mit einem ehrenamtlichen wissenschaftlichen Beirat und wurde alle vierzehn Tage ausgestrahlt. Nach der Neuorientierung des Ostseestudios auf regionale Berichterstattung im Jahre 1990 produzierte das Studio dieses Magazin weiter. 1992 übernahm der Norddeutsche Rundfunk als Landesrundfunkanstalt für Mecklenburg-Vorpommern nach Abwicklung des Deutschen Fernsehfunks die Visite. Das Gesundheitsmagazin aus Hamburg, das alternierend mit dem Rostocker Magazin im 3. Programm des NDR-Fernsehens gesendet wurde, übernahm später den Namen Visite. 1998 fusionierten beide Redaktionen, die Sendung wird seitdem in Hamburg produziert und ausgestrahlt und erreicht immer noch bemerkenswerte Einschaltquoten.
Aus der Redaktion Unterhaltung kam neben Musik und Snacks vom Hafen die Musenmühle, Viele Lieder kennt der Wind und das internationale Schlagerfestival Menschen und Meer als Gemeinschaftsproduktion mit der Konzert- und Gastspieldirektion Rostock sowie dem Sender Rostock des DDR-Rundfunks.
Der Quotenrenner aber war die maritime Unterhaltungssendung Klock Acht, achtern Strom, die eine der erfolgreichsten Unterhaltungssendungen des Deutschen Fernsehfunks war. Klock Acht wurde fünfmal im Jahr zur besten Sendezeit ausgestrahlt: Sonnabends 20.00 Uhr im 1. Programm. Auf diesem 20-Uhr-Platz hielt sich die Sendung fast 25 Jahre, auch wenn zum Ende der 1980er Jahre die Sehbeteiligung stark abnahm. Auch beim DDR-Fernsehen galt: Stimmt die Einschaltquote/Sehbeteiligung nicht, geht eine Sendung vom 20-Uhr-Platz. Dabei hatte keiner der Gründungsväter mit einem solchen über zwanzig Jahren anhaltenden Erfolg gerechnet.
Bei Klock Acht, achtern Strom traten im Laufe der Jahre ungefähr 650 Sänger, Musikanten, Artisten und Tänzer aus dem In- und Ausland auf.
Klock acht war keine publikumsoffene Produktion. Die etwa 70 Gäste der Sendung waren Kleindarsteller, die sich auf Zeitungsinserate gemeldet hatten. Die Hafenbar, die die Zuschauer im Fernsehen zu sehen bekamen, war eine hundertprozentige Studiodekoration. Für den Auf- und Abbau dieser Studiodekoration waren jeweils zwei volle Arbeitstage notwendig. In Warnemünde gab es eine Hafenbar, die später nach dem Vorbild der Hafenbar des Ostseestudios eingerichtet wurde.
Für die Unterhaltungssendungen des Studios entstanden von 1965 bis 1990 in der Musikproduktion etwa 1 250 Musiktitel für Interpreten aus dem In- und Ausland, wie zum Beispiel für Lolita und Jonny Hill aus Österreich oder Nina Lizell aus Schweden. Viele Musiktitel erschienen auf Singles und insgesamt sieben Langspielplatten. Zu diesem Zweck gab es zwischen dem Ostseestudio Rostock und dem Funkhaus Rostock des DDR-Rundfunks eine feste Kooperation bei der Stereomusikproduktion. Nachdem 1985 die Regie 3 des Funkhauses Rostock nochmals technisch erweitert und mit der notwendigen peripheren und digitalen Technik ausgerüstet worden war, übernahm das Funkhaus Rostock fast die gesamte Musikproduktion des Funkhauses Schwerin und die des Ostseestudios Rostock.

## Studio Rostock
Ab März 1988 nannte sich der Produktionsstandort Rostock für etwa zwei Jahre Studio Rostock.

## Wendezeit
Die Wendewirren brachten für das Studio Rostock eine Neuorientierung mit sich: Weg von zentralen Produktionen, hin zur regionalen Berichterstattung.

### Das erste Regionalmagazin
Am 9. März 1990 strahlte das Studio in der Sendepause des zentralen 2. Programm sein erstes Regionalmagazin über die Sender der drei DDR-Nordbezirke aus. Die ersten beiden Sendungen waren nur zehn Minuten lang, die dritte Sendung am 23. März kam schon auf 25 Minuten.
Die Hinwendung zur regionalen Berichterstattung ging allerdings zu Lasten der bis dahin bestehenden breiten Produktionspalette. Während das Studio die meisten seiner bisherigen Sendungen einstellte, wurden neue, weniger zeitaufwendige und kostengünstigere Formate entwickelt.

### Landessender Mecklenburg-Vorpommern
Als Landessender Mecklenburg-Vorpommern sendete das Studio ab August 1990 ein tägliches Regionalmagazin für das zukünftige Bundesland Mecklenburg-Vorpommern in einem festen, von der Sendezentrale in Berlin-Adlershof vorgegebenen Zeitfenster.

### Fernsehstudio Schwerin
Nachdem Schwerin Landeshauptstadt von Mecklenburg-Vorpommern geworden war, installierte das Rostocker Studio im Großen Sendesaal des Funkhauses Schwerin ein Fernsehstudio für die aktuelle Berichterstattung aus Schwerin. Zuvor hatte es in Schwerin wie auch in Neubrandenburg nur ein Korrespondentenbüro für die Fernsehberichterstattung aus der Region gegeben.

### DFF-Länderkette
Mit der Abschaltung des 1. Programms des Deutschen Fernsehfunks, der nun als DFF-Länderkette nur noch ein Programm und ein Regionalprogramm innerhalb des Ersten Deutschen Fernsehen (ARD) sendete, konzentrierte sich der Landessender Mecklenburg-Vorpommern hauptsächlich auf den Schwerpunkt regionale Berichterstattung. Andere Formate spielten nur noch eine untergeordnete Rolle.

### Moderne Technik
Obwohl 1991 niemand in Deutschland wusste, wie die zukünftige Rundfunklandschaft in Mecklenburg-Vorpommern aussehen würde – weder im Rostocker Fernsehstudio und in den Funkhäusern Rostock und Schwerin sowie im Radiostudio Neubrandenburg – schaffte sich das Rostocker Fernsehstudio 1991 noch modernste Technik an. Möglich war das aufgrund der Einnahmen durch einen Werbevertrag, den der Deutsche Fernsehfunk mit der Vermarktungsgesellschaft Information et Publicité – IP abgeschlossen hatte.

## Teil des NDR-Landesfunkhauses Mecklenburg-Vorpommern
Seit Abwicklung und Abschaltung des Deutschen Fernsehfunks ist der Norddeutsche Rundfunk (NDR) die Landesrundfunkanstalt für Mecklenburg-Vorpommern. Das Landesfunkhaus hat seitdem seinen Sitz in Schwerin. Der NDR übernahm lediglich das Gesundheitsmagazin Visite und die kurz zuvor ins Leben gerufene Unterhaltungssendung Bi uns to Hus, wobei letztgenannte schon bald eingestellt wurde. Nicht alle Mitarbeiter des Fernsehstudios wurden vom Norddeutschen Rundfunk übernommen.
Ab Januar 1992 war der größte Teil der Hörfunkkapazitäten der ehemaligen drei Bezirksstädte Rostock, Schwerin und Neubrandenburg in Schwerin gebündelt worden, die Fernsehberichterstattung aus bzw. für Mecklenburg-Vorpommern erfolgte weiterhin aus dem Studiokomplex in Rostock. Mit der Fertigstellung des neuen Landesfunkhauses in Schwerin zog das Fernsehstudio 1998 dorthin und nach Hamburg. Der Studiokomplex in Rostock wurde geschlossen. Die Fernsehberichterstattung erfolgt seitdem aus dem neuen Schweriner Landesfunkhaus. Es vereint Hörfunk und Fernsehen.